# Scenorys

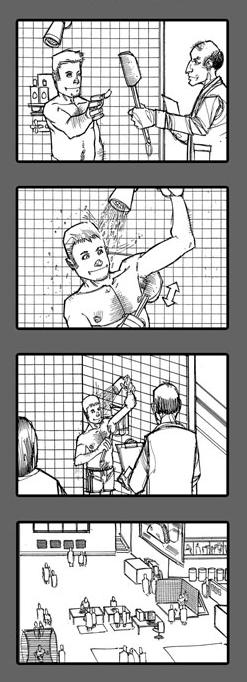
Przykładowy scenorys

Scenorys (ang. storyboard), scenopis obrazkowy – seria obrazów i szkiców, będących wskazówkami przy filmowaniu dla reżyserów, scenografów, operatorów, aktorów i montażystów. Scenorys jest wykonywany przez specjalnego rysownika określanego w branży filmowej i reklamowej jako storyboardzista.
Ilustrowany scenopis filmu, swego rodzaju komiks. Kolejny etap prac przygotowawczych do filmu po scenariuszu i scenopisie opisowym.
Nie istnieje „pisany” kanon tworzenia scenorysu, jednak można podać ogólne zasady, które wynikają ze specyfiki techniki filmowej. Proporcje kadrów rysunku odpowiadają proporcjom kadru filmowego. Liczba kadrów umieszczonych na kartce oraz sposób rysowania zależy od rysownika, jednak istotna jest czytelność rysunku. Strzałkami zaznacza się kierunek ruchu kamery, osoby bądź przedmiotu. Rysuje się wyłącznie postaci i ważniejsze elementy dekoracji. W celu uzupełnienia ilustracji umieszcza się obok rysunków lapidarne komentarze. Stosuje się też numerację scen i ujęć.
Scenorys może to być rozwinięciem naszkicowanych wizji reżysera, jednak najczęściej jest to ilustracja dyskusji reżysera, operatora i scenografa. Wykonywany przez przysłuchującego się rysownika wyznacza płaszczyznę porozumienia, jest wypadkową sugestii każdego z twórców. Dlatego najwyżej cenieni są rysownicy, którzy wprawnie posługują się ołówkiem lub kolorowymi flamastrami – są to najczęściej twórcy komiksów.
Scenorys nie jest warunkiem powstania filmu. Niektórzy reżyserzy uważają, że ogranicza on fantazję twórczą, lub jest niemożliwy do zastosowania ze względu na przewidywaną spontaniczność scen. Jeśli jednak w filmie stosowane są efekty specjalne, scenorys pozwala precyzyjnie zaplanować gdzie znajdą się elementy wykreowane komputerowo. Scenopis obrazkowy to bardzo ważny etap produkcji filmu animowanego oraz filmów reklamowych.
Kolejnym etapem prac przygotowawczych do filmu może być animatik – nakręcone na wideo lub w komputerze rysunki ze scenorysu z bardzo uproszczoną animacją postaci wewnątrz kadru i z planowanymi ruchami kamery.

## Historia
Proces tworzenia storyboardu może być bardzo żmudny i skomplikowany. Forma znana dziś została opracowana w Walt Disney Studios na początku 1930 roku. W biografii ojca, The Story of Walt Disney (Henry Holt, 1956), Diane Disney Miller wyjaśnia, że pierwszy storyboard został stworzony w 1933 na potrzeby filmu Three Little Pigs.
Według Christophera Fincha, w Art of Walt Disney (Abrams 1974), jeden z animatorów studia Disneya – Webb Smith wpadł na pomysł rysowania kolejnych scen na oddzielnych arkuszach papieru i wieszania ich na tablicy ogłoszeń aby ułatwić współpracownikom zrozumienie fabuły i chronologii, tworząc tym samym pierwszy storyboard.
Jednym z pierwszych filmów aktorskich, do których został stworzony kompletny storyboard, było Przeminęło z wiatrem. William Cameron Menzies został zatrudniony przez Davida Selznicka aby rozrysować ten film ujęcie po ujęciu. Wiele wysoko budżetowych, niemych produkcji filmowych również posiadało własne storyboardy, ale większość została zniszczona bądź zagubiona podczas redukcji archiwów studia w 1970 roku.
Storyboarding na stałe zagościł w etapie preprodukcji filmowej na początku 1940, stając się podstawowym narzędziem do przemiany słowa w obraz. Także współcześnie jest wykorzystywany przy bardzo wielu filmach.
Storyboard jest także wykorzystywany podczas projektowania stron internetowych oraz innych form multimedialnych.

## Zastosowanie
Film
Storyboard filmu w dużej mierze przypomina komiks. Może on opisywać cały film, lub kilka wybranych scen. Może on pomóc reżyserowi, operatorowi lub scenografowi przewidzieć pewne problemy dotyczące realizacji sceny przed przystąpieniem do jej faktycznego zrealizowania.
Storyboard stanowi wizualny układ zdarzeń, tak jak mają być one widziane przez obiektyw kamery. Obok obrazu w storyboardzie często pojawia się komentarz, bądź wskazówki dotyczące poszczególnych sekwencji.
Niektórzy reżyserzy, np. Joel i Ethan Coenowie, używają storyboardu podczas negocjacji z producentami i sponsorami, twierdząc, że ułatwia im to pokazanie na co przeznaczony będzie budżet filmu.
Teatr
Powszechnym błędem jest to, że storyboardy nie są zbyt często używane w teatrze, gdyż tak jak w przypadku filmu mogą być bardzo pomocne podczas przygotowań do spektaklu. Konstantin Stanisławski używał szczegółowych scenorysów produkcyjnych w Moskiewskim Teatrze Sztuki podczas pracy przy „Mewie” Czechowa w 1898 roku. Niemiecki reżyser i dramatopisarz Bertolt Brecht także, korzystał ze storyboardów.
Animatik
Podczas pracy nad animacją lub efektami specjalnymi, dużą pomocą może być animatik. Jest to nic innego jak sekwencja obrazów wchodzących w skład storyboardu danej sceny, pod którą podkłada się dźwięk danej sceny. Dzięki temu mamy lepsze rozeznanie w rytmice sceny, oraz może być dobrym sposobem na sprawdzenie czy dana scena będzie zgodna z oczekiwaniami twórcy bez konieczności jej stuprocentowej realizacji.
Animatik może znacznie ułatwić pracę montażyście, który bez problemów powinien z niego odczytać rytm, oraz konstrukcję sceny.
Animatik wykorzystywany jest także przez agencje reklamowe, aby przedstawić klientowi propozycję realizacji filmu reklamowego.
Photomatic
Jest to coś w rodzaju animaticu z tą różnicą, że w photomaticu zamiast rysunków wykorzystywane są zdjęcia. Bardzo często pod photomatic podłożone są efekty dźwiękowe, dialogi, bądź muzyka, które mają pojawić się już we właściwym filmie. Podobnie jak animatic, photomatic jest wykorzystywany przed przystąpieniem do zdjęć w celu lepszej wizualizacji pomysłu. Do jego tworzenia wykorzystuje się fotografie analogowe oraz cyfrowe. Często zdjęcia poddawane są także komputerowej obróbce.
Termin „photomatic” pochodzi od połączenia słów „animatic” i „photo”.
Firma
Wywodzące się z branży filmowej storyboardy znalazły swoje miejsce także w biznesie. Po raz pierwszy sięgnął po nie Howard Hughes z Hughes Aircraft. Obecnie są one wykorzystywane przez przemysł w zakresie planowania kampanii reklamowych lub innych projektów, które mają przekonać czy zmusić do działania.
„Quality storyboard” to narzędzie ułatwiające wprowadzanie procesu poprawy jakości w organizacji.
Interactive Media
W przypadku mediów interaktywnych, jest to układ i kolejność, w jakiej użytkownik lub widz, widzi treści lub informacje.
Inne
Pierwszą w Polsce ekspozycję sztuki scenorysu zorganizował Mateusz Rakowicz, w ramach 18. Międzynarodowego Warszawskiego Festiwalu Filmowego (październik 2002). Pod hasłem „Zanim słowo stanie się obrazem” pokazano około dwustu prac z rysunkami do kilkunastu filmów oraz fotosy filmowe.
W wydaniu Władcy Pierścieni Petera Jacksona na DVD, zamieszczono wykonany animatik, czyli nakręcony fragment scenopisu obrazkowego z podłożonymi dialogami. Scenorysy zarejestrowano na wideo, po czym dograno do nich dialogi.